# Authentica habita
Authentica habita, también llamado Privilegium Scholasticum, es un documento redactado hacia 1155 por el emperador del Sacro Imperio Romano-Germánico Federico Barbarroja. En él, el emperador puso por primera vez por escrito los derechos, reglas y privilegios de las universidades europeas. Por tanto, es una pieza clave en la historia de la universidad medieval en Europa.

## Historia
La razón de ser de este documento estribaba en la necesidad de dotar de un reglamento a las universidades europeas, de entre las cuales la Universidad de Bolonia fue la primera en cobrar relevancia. Dicha universidad se había especializado desde mediados del siglo XI en los estudios de Derecho civil y canónico, así como el aquel entonces recientemente redescubierto Derecho romano. Ello atrajo a estudiosos y sabios de toda Europa a la ciudad emilioromañola, para cursar estudios y/o enseñar. 
A pesar de la popularidad a nivel paneuropeo de la Universidad de Bolonia, los extranjeros que allí estudiaban carecían, en un principio, de protección legal alguna. Entre otras leyes y prácticas abusivas, los estudiantes extranjeros estaban sometidos a la práctica del derecho de represalia, por el cual podían ver confiscados sus bienes para pagar deudas contraídas por sus compatriotas. Así, la entrada en vigor del Privilegium Scholasticum puso fin a esta situación de desigualdad legal entre estudiantes de distintas nacionalidades. El documento otorgaba una serie de derechos y deberes a los estudiantes y profesores universitarios, incluyendo los siguientes:
1. Inmunidad y privilegios legales similares a los que poseía el clero, siempre y cuando observaran ciertas normas, como la obligación de portar el atuendo eclesiástico.
2. Libertad de desplazamiento con base en razones académicas (estudiar y enseñar).
3. Inmunidad ante el derecho de represalia.
4. Derecho a ser juzgados por las autoridades universitarias o el tribunal diocesano (a cargo del obispo), en vez de los tribunales civiles locales.

Cuando el documento fue promulgado por el emperador, el papa Alejandro III lo ratificó a su vez. Posteriormente, fue incorporado por Federico Barbarroja al Corpus iuris civilis, lo que indica su gran relevancia, tanto la que tuvo en su época como para la posteridad Asimismo, hay un comentario sobre este documento, de época medieval, y también ha sido analizado por estudiosos del siglo XX como Pearl Kibre.